# Homalothecium megaptilum
Homalothecium megaptilum là một loài rêu trong họ Brachytheciaceae. Loài này được Sull. H. Rob. mô tả khoa học đầu tiên năm 1962.